# Siata TS

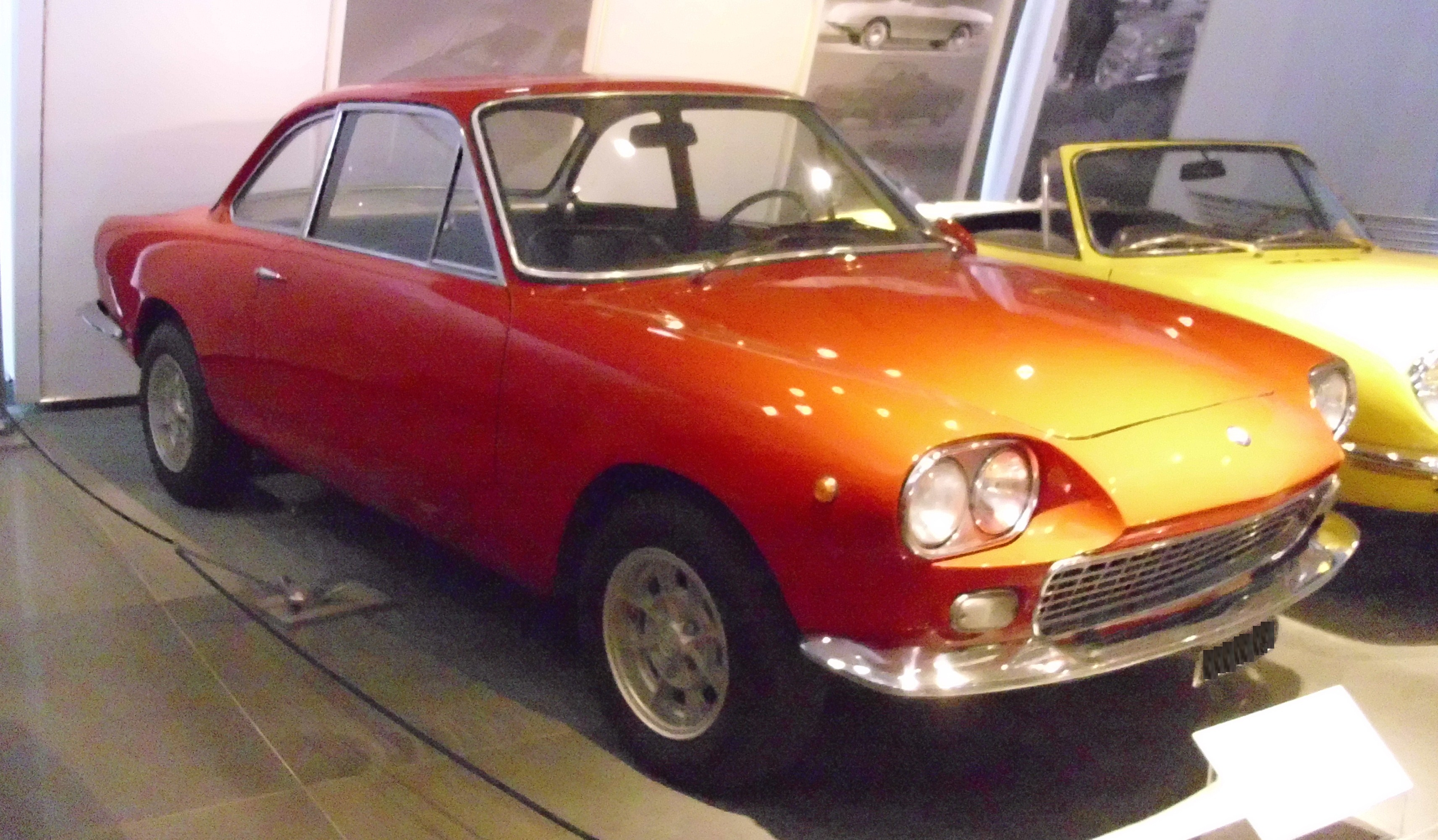
Siata 1500 TS Coupe 1963

La Siata TS est une voiture fabriquée par le constructeur italien Siata dans les années 60.
Les Siata des années 1960 utilisaient des composants Fiat, la 1500 TS dérivant de la berline Fiat 1300/1500, mais sous une robe en deux tons et muni d'un moteur à deux carburateurs valant 94 cv. Dessinée par Giovanni Michelotti, la SIATA 1500 TS Coupé 2+2 atteignait en pointe 170 km/h.
La 1500 TS Siata fut aussi produite par la filiale allemande de FIAT, Neckar Automobilwerke AG (anciennement Fiat-NSU) dans son usine d'Heilbronn sous le nom Neckar Mistral.